# Battaglia di Bir Anzarane
La Battaglia di Bir Anzarane è stata una delle più importante battaglie della guerra del Sahara occidentale.

Dal punto di vista strategico la perdita di Bir Anzarane significava la perdita della città di Dakhla e di conseguenza anche la perdita di metà del Sahara occidentale, dato che in quel momento, la Mauritania si stava organizzando per ritirarsi dal Sahara occidentale a causa di un colpo di Stato militare che rovesciò l'ex presidente Moktar Ould Daddah un anno prima (1978), ciò spinse il Fronte Polisario, finanziato dall'Algeria, a lanciare una massiccia offensiva per conquistare la città di Bir Anzarane.

La mattina del 12 settembre del 1979 più di 3 000 soldati e 500 veicoli del Fronte Polisario attaccarono il presidio di Bir Anzarane, difeso da 300 soldati marocchini. La battaglia durò 12 ore nelle quali persero la vita 125 soldati marocchini, mentre tra le file del Polisario morirono 500 miliziani e 60 veicoli furono distrutti.

Sebbene le forze armate marocchine erano in netta inferiorità numerica, con un rapporto di 1 a 10, i soldati marocchini riuscirono ad avere la meglio.

Grazie alla vittoria ottenuta, il tenente colonnello Mohamed Ghoujdami, fu definito « Nouveau renard du Désert » «la nuova volpe del deserto» dal Paris Match nel 1979.
Oggi la battaglia di Bir Anzarane è studiata in numerose accademie militari di tutto il mondo.

## I Rinforzi
Venne mandato il 6º Reggimento fanteria corazzata in soccorso ai soldati marocchini, tuttavia quest'ultimo arrivò a Bir Anzarane quando la battaglia era già giunta al termine.